# 샤리키 통신소
샤리키 통신소(영어: Shariki Communications Site, 일본어: 車力通信所 샤리키 쓰신지[*])는 일본 아오모리현 쓰가루시 도미정에 있는 항공자위대의 샤리키 분둔기지 내부에 할당되어 있는 주일 미국 육군의 시설이자 부지이다.

## 역사
2006년에 샤리키 통신소를 설립함을 공지하는 한편 고정 통신소를 건축하였고, 제1우주여단 산하 제10미사일방어포대(영어: 10th Missile Defense Battery (10th MDB), 일본어: 第14ミサイル防衛中隊 다이쥬욘미사이루보에이츄타이[*]) 또한 같은 해에 창설되었다.

## 제10미사일방어포대
제10미사일방어포대는 제38방공포병여단의 통제에 따라 AN/APY-2 레이더로 조선민주주의인민공화국과 조선인민군의 위성 및 미사일 발사에 따른 태평양, 그리고 미국 본토에 대한 전구 탄도 미사일 위협에 대응하는 조기 경보 임무를 수행하고 있다. 별명은 "Samurai 사무라이[*]" 포대.
2018년 10월 16일, 부대의 통제권이 제94육군방공미사일방어사령부에서 재소집된 제38방공포병여단으로 넘겨졌다.

## 같이 보기
- 교가미사키 통신소 - 똑같은 임무를 수행하는 제14미사일방어포대의 주둔지.

## 인용
1. ↑  “The Shariki Communications Site” (미국 영어). U.S. Army Garrison - Japan. 2024년 10월 6일. 2025년 1월 13일에 확인함.
2. ↑  Menzies, Kimberly (2015년 10월 16일). “Focus Forward, Looking Back: 10 Years of IAMD Excellence” (영어). The United States Army. 2025년 1월 13일에 확인함. The activation of the 10th Missile Defense Detachment in 2006 at the Shariki Communication Site in Shariki, Japan was the first new military installation to open in Japan since the end of WWII.
3. ↑  “10th Missile Defense Battery” (영어). 2017년 6월 20일. 2025년 1월 13일에 확인함.